# Giulio Nuciari
Giulio Nuciari (Piovene Rocchette, 26 de abril de 1960) é um ex-futebolista italiano que atuava como goleiro. Possui um recorde insólito no futebol de seu país: é o goleiro que mais vezes ficou no banco de reservas na história do Campeonato Italiano da primeira divisão: foram 333 partidas como suplente por Milan e Sampdoria, entrando em campo apenas 17 vezes (10 pelo Milan, 7 pela Sampdoria).

## Carreira
Embora tivesse iniciado a carreira na Ternana, só faria a estreia profissional em 1979, no Montecatini, onde atuou 30 vezes antes de voltar ao seu clube formador em 1980. Pelos Rossoverdi, Nuciari jogou 68 partidas.
Suas atuações chamaram a atenção do Milan, que o contratou em 1982. Ficou 6 temporadas como reserva de Giovanni Galli, entrando em campo apenas 28 vezes. Ele ainda jogou pelo Monza durante um ano antes de mudar-se para a Sampdoria em 1989. Foi campeão italiano em 1990–91 (segundo título nacional do goleiro, que vencera a edição 1987–88 pelo Milan) e da Copa da Itália de 1993–94, além da Supercopa em 1993, todas como reserva de Gianluca Pagliuca. Depois de apenas 7 partidas como titular da Samp e novamente como alternativa ao também veterano Walter Zenga, Nuciari encerrou sua carreira em 1995, virando treinador de goleiros no mesmo ano.
Trabalhou na mesma função também por Milan, Ternana, Cagliari (onde também foi treinador da equipe), Inter de Milão (também foi auxiliar-técnico) e Fiorentina. Em 2018, foi contratado para integrar a nova comissão técnica da Seleção Italiana.

## Títulos
Milan
- Campeonato Italiano da Série B: 1982–83
- Campeonato Italiano da Série A: 1987–88

Sampdoria
- Campeonato Italiano da Série A: 1990–91
- Supercopa da Itália: 1993
- Copa da Itália: 1993–94